# Dyskografia Madonny (albumy)
Dyskografia Madonna (albumy) – dyskografia amerykańskiej piosenkarki popowej Madonny w zakresie albumów muzycznych. Lista obejmuje 14 albumów studyjnych, 3 ścieżki dźwiękowe, 6 albumów koncertowych, 4 kompilacje, 3 remix albumy, 2 reedycje, 2 minialbumy, 3 box sety i 19 wydawnictw limitowanych (to znaczy wyprodukowanych w limitowanym nakładzie lub opublikowanych tylko na wybranych terytoriach).
Artykuł zawiera informacje o datach premiery, wytwórniach muzycznych i nośnikach. Wymienione zostały także najwyższe pozycje na listach sprzedaży i certyfikaty na 12 terytoriach: w Stanach Zjednoczonych (USA), Australii (AUS), Kanadzie (CAN), Francji (FRA), Niemczech (GER), Włoszech (ITA), Holandii (NLD), Hiszpanii (SPA), Szwajcarii (SWI), Wielkiej Brytanii (UK), Polsce (POL) i Europie (EUR).
Lista nie obejmuje albumów wideo, które zostały przedstawione w odrębnym artykule.

## Albumy

### Albumy studyjne
| Rok | Tytuł                        | Informacje wydawnicze | Najwyższe pozycje na listach | Najwyższe pozycje na listach | Najwyższe pozycje na listach | Najwyższe pozycje na listach | Najwyższe pozycje na listach | Najwyższe pozycje na listach | Najwyższe pozycje na listach | Najwyższe pozycje na listach | Najwyższe pozycje na listach | Najwyższe pozycje na listach | Najwyższe pozycje na listach | Najwyższe pozycje na listach | Certyfikaty sprzedaży |
| Rok | Tytuł                        | Informacje wydawnicze | USA                          | AUS                          | CAN                          | FRA                          | GER                          | ITA                          | NLD                          | SPA                          | SWI                          | UK                           | POL                          | EUR                          | Certyfikaty sprzedaży |
| --- | ---------------------------- | --- | ---------------------------- | ---------------------------- | ---------------------------- | ---------------------------- | ---------------------------- | ---------------------------- | ---------------------------- | ---------------------------- | ---------------------------- | ---------------------------- | ---------------------------- | ---------------------------- | --- |
| 1983 | Madonna                      | - Data premiery: 27 lipca 1983 - Wytwórnie: Sire · Warner Bros. - Nośniki: LP · kaseta · CD · płyta z grafiką · digital download · streaming                     | 8                            | 10                           | 16                           | 8                            | 28                           | 50                           | 7                            | 35                           | –                            | 6                            | –                            | 14                           | - USA: 5× Platyna - AUS: 3× Platyna - FRA: Złoto - GER: Złoto - ITA: Złoto - NLD: Platyna - SPA: Złoto - UK: Złoto |
| 1984 | Like a Virgin                | - Data premiery: 12 listopada 1984 - Wytwórnie: Sire · Warner Bros. - Nośniki: LP · kaseta · CD · płyta z grafiką · digital download · streaming                 | 1                            | 2                            | 3                            | 2                            | 1                            | 1                            | 1                            | 1                            | 3                            | 1                            | –                            | 1                            | - USA: Diament - AUS: 7× Platyna - CAN: Diament - FRA: 2× Platyna - GER: 3× Złoto - ITA: 2× Platyna - SPA: Złoto - SWI: 2× Platyna - UK: 3× Platyna                                                                    |
| 1986 | True Blue                    | - Data premiery: 30 czerwca 1986 - Wytwórnie: Sire · Warner Bros. - Nośniki: LP · kaseta · CD · płyta z grafiką · digital download · streaming                   | 1                            | 1                            | 1                            | 1                            | 1                            | 1                            | 1                            | 1                            | 1                            | 1                            | –                            | 1                            | - USA: 7× Platyna - AUS: 4× Platyna - CAN: Diament - FRA: Diament - GER: 2× Platyna - ITA: 4× Platyna - NLD: Platyna - SPA: 3× Platyna - SWI: 3× Platyna - UK: 7× Platyna                                              |
| 1989 | Like a Prayer                | - Data premiery: 21 marca 1989 - Wytwórnie: Sire · Warner Bros. - Nośniki: LP · kaseta · CD · płyta z grafiką · digital download · streaming                     | 1                            | 4                            | 2                            | 1                            | 1                            | 1                            | 1                            | 1                            | 1                            | 1                            | –                            | 1                            | - USA: 4× Platyna - AUS: 4× Platyna - CAN: 5× Platyna - FRA: 2× Platyna - GER: 3× Złoto - NLD: Platyna - SPA: 4× Platyna - SWI: 2× Platyna - UK: 4× Platyna                                                            |
| 1992 | Erotica                      | - Data premiery: 20 października 1992 - Wytwórnie: Maverick · Sire · Warner Bros. - Nośniki: CD · kaseta · 2×LP · płyta z grafiką · digital download · streaming | 2                            | 1                            | 4                            | 1                            | 5                            | 2                            | 13                           | 5                            | 5                            | 2                            | –                            | 1                            | - USA: 2× Platyna - AUS: 3× Platyna - CAN: 2× Platyna - GER: Złoto - NLD: Złoto - SPA: Złoto - SWI: Złoto - UK: 2× Platyna                                                                                             |
| 1994 | Bedtime Stories              | - Data premiery: 25 października 1994 - Wytwórnie: Maverick · Sire · Warner Bros. - Nośniki: CD · kaseta · LP · płyta z grafiką · digital download · streaming   | 3                            | 1                            | 4                            | 2                            | 4                            | 2                            | 13                           | 5                            | 7                            | 2                            | –                            | 2                            | - USA: 3× Platyna - AUS: 2× Platyna - CAN: 2× Platyna - FRA: 2× Złoto - GER: Złoto - ITA: 2× Platyna - SPA: Złoto - SWI: Złoto - UK: Złoto - EUR: 2× Platyna                                                           |
| 1998 | Ray of Light                 | - Data premiery: 22 lutego 1998 - Wytwórnie: Maverick · Warner Bros. - Nośniki: CD · kaseta · 2×LP · MiniDisc · digital download · streaming                     | 2                            | 1                            | 1                            | 2                            | 1                            | 1                            | 1                            | 1                            | 1                            | 1                            | 37                           | 1                            | - USA: 4× Platyna - AUS: 3× Platyna - CAN: 7× Platyna - FRA: 3× Platyna - GER: 3× Platyna - NLD: 3× Platyna - ITA: 5× Platyna - SPA: 3× Platyna - SWI: 3× Platyna - UK: 6× Platyna - POL: 2× Platyna - EUR: 7× Platyna |
| 2000 | Music                        | - Data premiery: 18 września 2000 - Wytwórnie: Maverick · Warner Bros. - Nośniki: CD · kaseta · LP · digital download · streaming                                | 1                            | 2                            | 1                            | 1                            | 1                            | 1                            | 1                            | 2                            | 1                            | 1                            | 1                            | 1                            | - USA: 3× Platyna - AUS: 3× Platyna - CAN: 3× Platyna - FRA: 2× Platyna - GER: 2× Platyna - NLD: 2× Platyna - SPA: 2× Platyna - SWI: 2× Platyna - UK: 5× Platyna - POL: Platyna - EUR: 5× Platyna                      |
| 2003 | American Life                | - Data premiery: 21 kwietnia 2003 - Wytwórnie: Maverick · Warner Bros. - Nośniki: CD · kaseta · LP · box set · digital download · streaming                      | 1                            | 3                            | 1                            | 1                            | 1                            | 1                            | 3                            | 2                            | 1                            | 1                            | 4                            | 1                            | - USA: Złoto - AUS: Złoto - CAN: Złoto - FRA: Złoto - GER: Złoto - SPA: Złoto - SWI: Złoto - UK: Złoto - EUR: Platyna                                                                                                  |
| 2005 | Confessions on a Dance Floor | - Data premiery: 9 listopada 2005 - Wytwórnia: Warner Bros. - Nośniki: CD · kaseta · 2×LP · box set · digital download · streaming                               | 1                            | 1                            | 1                            | 1                            | 1                            | 1                            | 1                            | 1                            | 1                            | 1                            | 1                            | 1                            | - USA: Złoto - AUS: 2× Platyna - CAN: 5× Platyna - FRA: Diament - GER: 3× Platyna - ITA: 4× Platyna - NLD: Platyna - SPA: 2× Platyna - SWI: 3× Platyna - UK: 4× Platyna - POL: Platyna - EUR: 4× Platyna               |
| 2008 | Hard Candy                   | - Data premiery: 18 kwietnia 2008 - Wytwórnia: Warner Bros. - Nośniki: CD · kaseta · 3×LP · box set · digital download · streaming                               | 1                            | 1                            | 1                            | 1                            | 1                            | 1                            | 1                            | 1                            | 1                            | 1                            | 1                            | 1                            | - USA: Złoto - AUS: Złoto - CAN: Złoto - FRA: Złoto - GER: Złoto - NLD: Platyna - SPA: Złoto - SWI: Złoto - UK: Złoto - POL: Platyna - EUR: Platyna                                                                    |
| 2012 | MDNA                         | - Data premiery: 23 marca 2012 - Wytwórnia: Interscope - Nośniki: CD · 2×CD · 2×LP · digital download · streaming                                                | 1                            | 1                            | 1                            | 2                            | 3                            | 1                            | 1                            | 1                            | 2                            | 1                            | 1                            | X                            | - USA: Złoto - AUS: Złoto - FRA: Złoto - GER: Złoto - ITA: Złoto - NLD: Złoto - SPA: Złoto - UK: Złoto - POL: Platyna                                                                                                  |
| 2015 | Rebel Heart                  | - Data premiery: 6 marca 2015 - Wytwórnia: Interscope - Nośniki: CD · 2×CD · 2×LP · CD+DVD · digital download · streaming                                        | 2                            | 1                            | 1                            | 3                            | 1                            | 1                            | 1                            | 1                            | 1                            | 2                            | 5                            | X                            | - FRA: Złoto - ITA: Złoto - UK: Złoto - POL: Złoto |
| 2019 | Madame X                     | - Data premiery: 14 czerwca 2019 - Wytwórnia: Interscope - Nośniki: CD · 2×CD · 2×LP · kaseta · box set · digital download · streaming                           | 1                            | 2                            | 2                            | 4                            | 5                            | 2                            | 2                            | 3                            | 2                            | 2                            | 7                            | X                            | - ITA: Złoto - UK: Srebro - POL: Złoto |
| „–” oznacza, że album nie był notowany na danym terytorium. „X” oznacza, że notowanie już nie istniało w czasie wydania albumu. |                              | |                              |                              |                              |                              |                              |                              |                              |                              |                              |                              |                              |                              | |

### Ścieżki dźwiękowe
| Rok  | Tytuł           | Informacje wydawnicze | Najwyższe pozycje na listach | Najwyższe pozycje na listach | Najwyższe pozycje na listach | Najwyższe pozycje na listach | Najwyższe pozycje na listach | Najwyższe pozycje na listach | Najwyższe pozycje na listach | Najwyższe pozycje na listach | Najwyższe pozycje na listach | Najwyższe pozycje na listach | Najwyższe pozycje na listach | Certyfikaty sprzedaży |
| Rok  | Tytuł           | Informacje wydawnicze | USA                          | AUS                          | CAN                          | FRA                          | GER                          | ITA                          | NLD                          | SPA                          | SWI                          | UK                           | EUR                          | Certyfikaty sprzedaży |
| ---- | --------------- | --- | ---------------------------- | ---------------------------- | ---------------------------- | ---------------------------- | ---------------------------- | ---------------------------- | ---------------------------- | ---------------------------- | ---------------------------- | ---------------------------- | ---------------------------- | --- |
| 1987 | Who’s That Girl | - Data premiery: 21 lipca 1987 - Wytwórnie: Sire · Warner Bros - Nośniki: LP · kaseta · CD · płyta z grafiką · digital download · streaming | 7                            | 24                           | 4                            | 2                            | 1                            | 1                            | 1                            | 4                            | 4                            | 4                            | 1                            | - USA: Złoto - FRA: 2× Platyna - GER: Złoto - ITA: 2× Platyna - NLD: Złoto - SPA: Złoto - SWI: Złoto - UK: Złoto                   |
| 1990 | I’m Breathless  | - Data premiery: 22 maja 1990 - Wytwórnie: Sire · Warner Bros. - Nośniki: LP · kaseta · CD · digital download · streaming                   | 2                            | 1                            | 3                            | 3                            | 1                            | 1                            | 5                            | 2                            | 3                            | 2                            | 1                            | - USA: 2× Platyna - AUS: Złoto - CAN: 2× Platyna - FRA: 2× Złoto - GER: Złoto - SPA: 2× Platyna - SWI: Złoto - UK: Złoto           |
| 1996 | Evita           | - Data premiery: 28 października 1996 - Wytwórnia: Warner Bros. - Nośniki: 2×CD · CD · 2×kaseta · kaseta · digital download · streaming     | 2                            | 5                            | 5                            | 2                            | 2                            | 2                            | 6                            | 16                           | 1                            | 1                            | 1                            | - USA: 5× Platyna - AUS: Złoto - GER: Złoto - NLD: Złoto - SPA: Złoto - SWI: Złoto - UK: 2× Platyna - POL: Złoto - EUR: 2× Platyna |

### Albumy koncertowe
| Rok | Tytuł                                      | Informacje wydawnicze | Najwyższe pozycje na listach | Najwyższe pozycje na listach | Najwyższe pozycje na listach | Najwyższe pozycje na listach | Najwyższe pozycje na listach | Najwyższe pozycje na listach | Najwyższe pozycje na listach | Najwyższe pozycje na listach | Najwyższe pozycje na listach | Najwyższe pozycje na listach | Najwyższe pozycje na listach | Najwyższe pozycje na listach | Certyfikaty sprzedaży                  |
| Rok | Tytuł                                      | Informacje wydawnicze | USA                          | AUS                          | CAN                          | FRA                          | GER                          | ITA                          | NLD                          | SPA                          | SWI                          | UK                           | POL                          | EUR                          | Certyfikaty sprzedaży                  |
| --- | ------------------------------------------ | --- | ---------------------------- | ---------------------------- | ---------------------------- | ---------------------------- | ---------------------------- | ---------------------------- | ---------------------------- | ---------------------------- | ---------------------------- | ---------------------------- | ---------------------------- | ---------------------------- | -------------------------------------- |
| 2006 | I’m Going to Tell You a Secret             | - Data premiery: 20 czerwca 2006 - Wytwórnia: Warner Bros. - Nośniki: CD+DVD · digital download · streaming               | 33                           | –                            | 4                            | 8                            | 8                            | 1                            | 4                            | –                            | 7                            | 18                           | 34                           | 5                            | - FRA: Złoto                           |
| 2007 | The Confessions Tour                       | - Data premiery: 26 stycznia 2007 - Wytwórnia: Warner Bros. - Nośniki: CD+DVD · digital download · streaming              | 15                           | –                            | 2                            | 2                            | 2                            | 1                            | 2                            | 1                            | 2                            | 7                            | 5                            | 2                            | - UK: Srebro                           |
| 2010 | Sticky & Sweet Tour                        | - Data premiery: 26 marca 2010 - Wytwórnia: Warner Bros. - Nośniki: CD+DVD · CD+Blu-ray · digital download · streaming    | 10                           | –                            | 3                            | 6                            | 11                           | 2                            | 4                            | 3                            | 5                            | 17                           | 5                            | 2                            | - ITA: Złoto - FRA: Złoto - POL: Złoto |
| 2013 | MDNA World Tour                            | - Data premiery: 6 września 2013 - Wytwórnia: Interscope - Nośniki: 2×CD · 2×CD+DVD · digital download · streaming        | 90                           | –                            | –                            | 6                            | –                            | 2                            | 50                           | 4                            | –                            | 55                           | 11                           | X                            |                                        |
| 2017 | Rebel Heart Tour                           | - Data premiery: 15 września 2017 - Wytwórnia: Eagle - Nośniki: 2×CD · CD+DVD · CD+Blu-ray · digital download · streaming | –                            | 20                           | –                            | 20                           | 8                            | 4                            | 14                           | 4                            | 30                           | 42                           | 12                           | X                            |                                        |
| 2021 | Madame X: Music from the Theater Xperience | - Data premiery: 8 października 2021 - Wytwórnia: Warner - Nośniki: digital download · streaming · LP                     | –                            | –                            | –                            | 90                           | –                            | –                            | –                            | 67                           | –                            | –                            | –                            | X                            |                                        |
| „–” oznacza, że album nie był notowany na danym terytorium. „X” oznacza, że notowanie już nie istniało w czasie wydania albumu. |                                            | |                              |                              |                              |                              |                              |                              |                              |                              |                              |                              |                              |                              |                                        |

### Kompilacje
| Rok                                                         | Tytuł                     | Informacje wydawnicze | Najwyższe pozycje na listach | Najwyższe pozycje na listach | Najwyższe pozycje na listach | Najwyższe pozycje na listach | Najwyższe pozycje na listach | Najwyższe pozycje na listach | Najwyższe pozycje na listach | Najwyższe pozycje na listach | Najwyższe pozycje na listach | Najwyższe pozycje na listach | Najwyższe pozycje na listach | Najwyższe pozycje na listach | Certyfikaty sprzedaży |
| Rok                                                         | Tytuł                     | Informacje wydawnicze | USA                          | AUS                          | CAN                          | FRA                          | GER                          | ITA                          | NLD                          | SPA                          | SWI                          | UK                           | POL                          | EUR                          | Certyfikaty sprzedaży |
| ----------------------------------------------------------- | ------------------------- | --- | ---------------------------- | ---------------------------- | ---------------------------- | ---------------------------- | ---------------------------- | ---------------------------- | ---------------------------- | ---------------------------- | ---------------------------- | ---------------------------- | ---------------------------- | ---------------------------- | --- |
| 1990                                                        | The Immaculate Collection | - Data premiery: 9 listopada 1990 - Wytwórnie: Sire · Warner Bros. - Nośniki: 2×LP · kaseta · CD · MiniDisc · digital download · streaming | 2                            | 1                            | 1                            | 2                            | 10                           | 10                           | 10                           | 5                            | 3                            | 1                            | –                            | 3                            | - USA: Diament (11× Platyna) - AUS: 12× Platyna - CAN: 7× Platyna - FRA: Diament - GER: 3× Złoto - NLD: 3× Platyna - SPA: 3× Platyna - SWI: Złoto - UK: 13× Platyna         |
| 1995                                                        | Something to Remember     | - Data premiery: 7 listopada 1995 - Wytwórnie: Maverick · Warner Bros. - Nośniki: CD · LP · kaseta · digital download · streaming          | 6                            | 1                            | 4                            | 3                            | 2                            | 1                            | 19                           | 6                            | 7                            | 3                            | –                            | 3                            | - USA: 3× Platyna - AUS: 4× Platyna - CAN: 2× Platyna - FRA: 2× Złoto - GER: Złoto - NLD: Platyna - SPA: Złoto - SWI: Złoto - UK: 3× Platyna - POL: Złoto - EUR: 3× Platyna |
| 2001                                                        | GHV2                      | - Data premiery: 13 listopada 2001 - Wytwórnie: Maverick · Warner Bros. - Nośniki: CD · kaseta · digital download · streaming              | 7                            | 3                            | 11                           | 2                            | 3                            | 7                            | 13                           | 3                            | 3                            | 2                            | 21                           | 3                            | - USA: Złoto - AUS: 2× Platyna - CAN: Złoto - FRA: Złoto - GER: Złoto - NLD: Platyna - SPA: 2× Platyna - SWI: Złoto - UK: 2× Platyna - POL: Złoto - EUR: 2× Platyna         |
| 2009                                                        | Celebration               | - Data premiery: 18 września 2009 - Wytwórnia: Warner Bros. - Nośniki: CD · 2×CD · digital download · streaming · 2×LP                     | 7                            | 6                            | 1                            | 34                           | 1                            | 1                            | 2                            | 2                            | 3                            | 1                            | 3                            | 1                            | - USA: Złoto - AUS: Złoto - FRA: Złoto - GER: Złoto - ITA: 3× Platyna - SPA: Złoto - SWI: Złoto - UK: 2× Platyna - POL: Platyna - EUR: Platyna                              |
| „–” oznacza, że album nie był notowany na danym terytorium. |                           | |                              |                              |                              |                              |                              |                              |                              |                              |                              |                              |                              |                              | |

### Remix albumy
| Rok | Tytuł                               | Informacje wydawnicze | Najwyższe pozycje na listach | Najwyższe pozycje na listach | Najwyższe pozycje na listach | Najwyższe pozycje na listach | Najwyższe pozycje na listach | Najwyższe pozycje na listach | Najwyższe pozycje na listach | Najwyższe pozycje na listach | Najwyższe pozycje na listach | Najwyższe pozycje na listach | Najwyższe pozycje na listach | Najwyższe pozycje na listach | Certyfikaty sprzedaży                                                                                  |
| Rok | Tytuł                               | Informacje wydawnicze | USA                          | AUS                          | CAN                          | FRA                          | GER                          | ITA                          | NLD                          | SPA                          | SWI                          | UK                           | POL                          | EUR                          | Certyfikaty sprzedaży                                                                                  |
| --- | ----------------------------------- | --- | ---------------------------- | ---------------------------- | ---------------------------- | ---------------------------- | ---------------------------- | ---------------------------- | ---------------------------- | ---------------------------- | ---------------------------- | ---------------------------- | ---------------------------- | ---------------------------- | --- |
| 1987 | You Can Dance                       | - Data premiery: 17 listopada 1987 - Wytwórnie: Sire · Warner Bros. - Nośniki: LP · kaseta · CD · płyta z grafiką               | 14                           | 13                           | 11                           | 2                            | 13                           | 1                            | 3                            | 16                           | 11                           | 5                            | –                            | 3                            | - USA: Złoto - AUS: Złoto - FRA: Złoto - GER: Złoto - NLD: Złoto - SPA: Złoto - SWI: Złoto - UK: Złoto |
| 2022 | Finally Enough Love: 50 Number Ones | - Data premiery: 19 sierpnia 2022 - Wytwórnie: Warner · Rhino - Nośniki: CD · 3×CD · 2×LP · 6×LP · digital download · streaming | 8                            | 1                            | 7                            | 2                            | 2                            | 2                            | 1                            | 2                            | 2                            | 3                            | 9                            | X                            | - UK: Złoto                                                                                            |
| 2025 | Veronica Electronica                | - Data premiery: 25 lipca 2025 - Wytwórnie: Warner · Rhino - Nośniki: LP · digital download · streaming                         | –                            | 36                           | –                            | 44                           | 12                           | 20                           | 20                           | 24                           | 10                           | 23                           | 84                           | X                            | |
| „–” oznacza, że album nie był notowany na danym terytorium. „X” oznacza, że notowanie już nie istniało w czasie wydania albumu. |                                     | |                              |                              |                              |                              |                              |                              |                              |                              |                              |                              |                              |                              | |

### Reedycje
| Rok  | Tytuł                              | Informacje wydawnicze                                                                      |
| ---- | ---------------------------------- | ------------------------------------------------------------------------------------------ |
| 2019 | Like a Prayer 30th Anniversary     | - Data premiery: 21 marca 2019 - Wytwórnia: Warner - Nośniki: digital download · streaming |
| 2021 | True Blue 35th Anniversary Edition | - Data premiery: 30 lipca 2021 - Wytwórnia: Warner - Nośniki: digital download · streaming |

## Minialbumy
| Rok                                                             | Tytuł               | Informacje wydawnicze                                                                                                | Najwyższe pozycje na listach | Najwyższe pozycje na listach |
| Rok                                                             | Tytuł               | Informacje wydawnicze                                                                                                | USA                          | SWI                          |
| --------------------------------------------------------------- | ------------------- | --- | ---------------------------- | ---------------------------- |
| 2003                                                            | Remixed & Revisited | - Data premiery: 24 listopada 2003 - Wytwórnie: Maverick · Warner Bros. - Nośniki: CD · digital download · streaming | 115                          | 80                           |
| 2015                                                            | Rebel Heart         | - Data premiery: 16 marca 2015 - Wytwórnia: Interscope - Nośniki: digital download · streaming                       | –                            | –                            |
| „–” oznacza, że minialbum nie był notowany na danym terytorium. |                     | |                              |                              |

## Box sety
| Rok                                                           | Tytuł                                  | Informacje wydawnicze                                                                           | Najwyższe pozycje na listach | Najwyższe pozycje na listach | Najwyższe pozycje na listach | Najwyższe pozycje na listach | Najwyższe pozycje na listach | Certyfikaty sprzedaży |
| Rok                                                           | Tytuł                                  | Informacje wydawnicze                                                                           | FRA                          | GER                          | ITA                          | SWI                          | UK                           | Certyfikaty sprzedaży |
| ------------------------------------------------------------- | -------------------------------------- | ----------------------------------------------------------------------------------------------- | ---------------------------- | ---------------------------- | ---------------------------- | ---------------------------- | ---------------------------- | --------------------- |
| 1990                                                          | The Royal Box                          | - Data premiery: 4 grudnia 1990 - Wytwórnie: Sire · Warner Bros. - Nośniki: kaseta+VHS · CD+VHS | –                            | –                            | –                            | –                            | –                            |                       |
| 2012                                                          | The Complete Studio Albums (1983–2008) | - Data premiery: 26 marca 2012 - Wytwórnie: Warner Bros. · Sire · Maverick - Nośnik: 11×CD      | 26                           | 63                           | 19                           | 52                           | 70                           | - POL: Złoto          |
| 2012                                                          | Original Album Series                  | - Data premiery: 26 marca 2012 - Wytwórnie: Warner Bros. · Sire · Maverick - Nośnik: 5×CD       | 156                          | –                            | –                            | –                            | 194                          |                       |
| „–” oznacza, że box set nie był notowany na danym terytorium. |                                        |                                                                                                 |                              |                              |                              |                              |                              |                       |

## Wydawnictwa limitowane

### Remix albumy
| Rok  | Tytuł                               | Informacje wydawnicze |
| ---- | ----------------------------------- | --- |
| 2001 | GHV2 Remixed: The Best of 1991–2001 | - Wydany w limitowanym nakładzie - Data premiery: 20 listopada 2001 - Wytwórnie: Maverick · Warner Bros. - Nośniki: 2×CD · 3×LP |
| 2006 | Confessions Remixed                 | - Wydany w limitowanym nakładzie - Data premiery: 11 kwietnia 2006 - Wytwórnia: Warner Bros. - Nośniki: CD · 3×LP               |

### Minialbumy
| Rok  | Tytuł                            | Informacje wydawnicze                                                                                          |
| ---- | -------------------------------- | --- |
| 1985 | Like a Virgin & Other Big Hits!  | - Wydany w Japonii - Data premiery: 10 lutego 1985 - Wytwórnia: Sire - Nośniki: kaseta · LP · CD               |
| 1985 | Dance Mix                        | - Wydany w Ameryce Południowej - Data premiery: 1985 - Wytwórnia: Warner Bros. - Nośniki: kaseta · LP          |
| 1985 | Madonna Mix                      | - Wydany w Ameryce Południowej - Data premiery: 1985 - Wytwórnia: Warner Bros. - Nośniki: kaseta · LP          |
| 1986 | True Blue (Super Club Mix)       | - Wydany w Japonii i Australii - Data premiery: 10 grudnia 1986 - Wytwórnia: Sire - Nośniki: kaseta · LP · CD  |
| 1987 | La Isla Bonita (Super Mix)       | - Wydany w Japonii - Data premiery: 25 maja 1987 - Wytwórnia: Sire - Nośniki: kaseta · LP · CD                 |
| 1989 | Remixed Prayers                  | - Wydany w Azji i Australii - Data premiery: 25 sierpnia 1989 - Wytwórnia: Sire - Nośniki: kaseta · CD         |
| 1989 | 1983–1989                        | - Wydany w Japonii - Data premiery: 20 września 1989 - Wytwórnia: Sire - Nośnik: CD                            |
| 1990 | Vogue                            | - Wydany w Japonii - Data premiery: 25 września 1990 - Wytwórnia: Sire - Nośnik: CD                            |
| 1991 | The Holiday Collection           | - Wydany w Europie - Data premiery: 2 czerwca 1991 - Wytwórnie: Sire · Warner Bros. - Nośniki: CD · kaseta     |
| 1993 | Deeper and Deeper                | - Wydany w Japonii i Australii - Data premiery: 10 kwietnia 1993 - Wytwórnie: Maverick · Sire - Nośnik: CD     |
| 1993 | Rain                             | - Wydany w Japonii i Australii - Data premiery: 25 października 1993 - Wytwórnie: Maverick · Sire - Nośnik: CD |
| 1993 | The Girlie Show                  | - Wydany w Brazylii - Data premiery: wrzesień 1993 - Wytwórnia: Warner - Nośnik: CD                            |
| 2022 | Who’s That Girl (Super Club Mix) | - Wydany w limitowanym nakładzie - Data premiery: 23 kwietnia 2022 - Wytwórnia: Rhino - Nośnik: LP             |
| 2023 | American Life Mixshow Mix        | - Wydany w limitowanym nakładzie - Data premiery: 22 kwietnia 2023 - Wytwórnia: Rhino - Nośnik: LP             |

### Box sety
| Rok  | Tytuł                          | Informacje wydawnicze |
| ---- | ------------------------------ | --- |
| 1996 | CD Single Collection           | - Wydany w Japonii - Data premiery: 25 listopada 1996 - Wytwórnie: Maverick · Sire · Warner - Nośnik: 40×CD                    |
| 2006 | The Complete Collection        | - Wydany w Wielkiej Brytanii - Data premiery: sierpień 2006 - Wytwórnie: Maverick · Sire · Warner - Nośnik: 16×CD+DVD          |
| 2008 | Madonna: Dalle origini al mito | - Wydany we Włoszech - Data premiery: 20 czerwca – 29 sierpnia 2008 - Wytwórnie: Maverick · Sire · Warner - Nośnik: 9×CD+2×DVD |